# Giacomini z Werony
Giacomini z Werony (Giacomino, Jakomin albo Iakomin da Verona) – XIII wieczny poeta włoski. Franciszkanin, autor dwóch poematów dydaktycznych o piekle i raju, napisanych strofą czterowersową monorymową w narzeczu weronejskim, zatytułowane "De Jerusalem Celesti", oraz "De Babilonia civitate infernali". Oba utwory zasługują na uwagę jako poprzedzające "Boską komedię".